# جدعون منساه (لاعب كرة قدم)
جدعون منساه هو لاعب كرة قدم غاني، ولد في 9 أكتوبر 2000.

## وصلات خارجية
- جدعون منساه (لاعب كرة قدم) على موقع اتحاد السويد (السويدية)
- جدعون منساه (لاعب كرة قدم) على موقع قاعدة بيانات كرة القدم.إي يو (الإنجليزية)
- جدعون منساه (لاعب كرة قدم) على موقع Soccerway.com (الإنجليزية)